# Водойми Грузії
Внутрішні води Грузії — річки Грузії належать двом басейнам — Чорноморському і Каспійському. Річкова мережа розвинена нерівномірно, найбільшою густиною вона відрізняється в Західній Грузії, найменшій, — на Іорськом плоскогір'ї, що пов'язане з розподілом модуля стоку (від 80-150 л/сек/км² на Західному Кавказі до 3 л/сек/км² на Іорськом плоскогір'ї та південному сході Ніжнекартлійської рівнини). Грузія багата гідроенергоресурсами. Загальна потенційна потужність річок — 18,2 млн. квт, потенційні ресурси — 159,4 млрд. квт/г.

## Каспійський басейн
Майже весь стік Каспійського басейну виноситься річкою Кура, серед приток якої значні річки Велика Ліахві, Ксані, Арагві, Іорі і Алазані (дві останні впадають в Мінгечаурське водосховище) — ліві; Паравані, Дзама, Тана, Тедзамі, Алгеті і Храмі — праві.

## Чорноморський басейн
Річки Чорноморського басейну (Західна Грузія) не утворюють єдиної системи, впадаючи в морі самостійно. Головна з них Ріоні з притоками: Цхеннсцкалі, Техурі, Квіріла, що протікає на нижньому відрізку по осі Колхідської западини. Серед найпомітніших також Інгурі, Кодорі, Аджарісцкалі, Бзиб, Хобі, Галідзга. Річка Чорохі, що починається в Туреччині, протікає по Грузії впродовж 26 км нижньої течії. Більшість річок, що беруть початок в горах, мають максимальну витрату (повінь) навесні, при таненні снігу. Річки, одержуючи живлення головним чином з льодовиків (верхньої течії і притоки Кодорі, Інгурі, Ріоні), найповніші влітку і мають в цей час різко виражений добовий хід витрати з максимумом у вечірній годинник і мінімумом перед світанком. Для річок Аджарського узбережжя і північних схилів Месхетського хребта характерні осінньо-зимова повінь і часті паводки, пов'язані з дощами.

## Гірські річки
Через швидку течією, гірські річки замерзають рідко; виняток становлять річки Південно-грузинського нагір'я, що відрізняються оберненим подовжнім профілем (крутим в нижньої і пологим у верхньої течії). Райони, які складені з вапняків або лавових порід, виділяються сильно розвиненою підземною системою дренажу, вираженого у великій кількості велетенських джерел — «воклюз» (річки Чорна, Цачхурі, Речхи в Західній Грузії; Нардсвані, Ташбаши, Армутло та інші в Південній Грузії), перерозподілі і природній зарегульованості річкового стоку.

## Озера
Грузія небагата озерами, але в окремих районах (Джавахеті, Колхидська низовина, Кельське плато, древньоледнікова зона Абхазії) є групи озер тектонічного, вулканічного, морського, річкового, льодовикового, обвального, карстового і іншого походження. Найбільше за площею озеро Паравані (37 км²); за ним слідують озера Карцахі (26,6 км²) і Палеостомі (17,3 км²). Найбільшими глибинами відрізняються запруджене озеро Ріца (116 м) і Амткел (72-122 м залежно від різких коливань рівня), глибина озера Келістба 75 м. Рибні промисли розвинені на озерах Табацкурі, Палеостомі тощо.